# CFU Club Championship 2014
Navigation
Édition précédente Édition suivante
Le CFU Club Championship 2014 est la seizième édition de cette compétition. Elle se dispute entre treize équipes provenant de neuf associations de l'Union caribéenne de football.
Les trois meilleures équipes se qualifient pour la Ligue des champions de la CONCACAF 2014-2015. La phase finale qui devait se jouer chez un des quatre qualifiés n'a pas eu lieu à la suite du forfait du Valencia FC, qualifiant ainsi directement l'Alpha United FC, le Waterhouse FC et le Bayamón FC.

## Participants
La compétition est ouverte à tous les champions et vice-champions des championnats membres de la CFU s'étant terminés avant la fin 2013. Les inscriptions pour tous les clubs intéressés se sont closes le 31 décembre 2013. La CONCACAF a décidé d'élargir les critères d'admission et le tournoi n'est désormais plus limité aux équipes professionnelles, les clubs amateurs peuvent donc s'inscrire pour cette compétition.
Un total de 13 équipes, provenant de 9 associations de la CFU, entrent dans la compétition. Le Valencia FC se voit offrir une place directe pour la phase finale en raison de sa performance lors de l'édition précédente ainsi qu'en Ligue des champions de la CONCACAF 2013-2014 et afin d'équilibrer le premier tour. Les douze autres équipes entrent au premier tour.
Pour la première fois depuis 1998, la Guadeloupe est représentée dans la compétition, notamment grâce à l'ouverture du tournoi aux amateurs.
Le tableau des clubs participants est donc le suivant :
| Nation            | Club                   | Qualification                                    |
| ----------------- | ---------------------- | ------------------------------------------------ |
| Îles Caïmans      | Bodden Town FC         | Champion des îles Caïmans 2012-2013              |
| Curaçao           | RKSV Centro Dominguito | Champion de Curaçao 2013                         |
| Guadeloupe        | Unité Sainte Rosienne  | Quatrième du championnat de Guadeloupe 2012-2013 |
| Guyana            | Alpha United FC        | Champion du Guyana 2012-2013                     |
| Haïti             | AS Mirebalais          | Champion d'Haïti 2013                            |
| Haïti             | Valencia FC            | Vice-champion d'Haïti 2013                       |
| Jamaïque          | Harbour View FC        | Champion de Jamaïque 2012-2013                   |
| Jamaïque          | Waterhouse FC          | Vice-champion de Jamaïque 2012-2013              |
| Porto Rico        | Bayamón FC             | Vice-champion de Porto Rico 2013                 |
| Suriname          | Inter Moengotapoe      | Champion du Suriname 2012-2013                   |
| Suriname          | SV Notch               | Vice-champion du Suriname 2012-2013              |
| Trinité-et-Tobago | Defence Force FC       | Champion de Trinité-et-Tobago 2012-2013          |
| Trinité-et-Tobago | Caledonia AIA          | Vice-champion de Trinité-et-Tobago 2012-2013     |

| Suriname : Inter Moengotapoe SV Notch Bodden Town FC RKSV Centro Dominguito Unité Sainte Rosienne Alpha United FC AS Mirebalais Valencia FC Harbour View FC Waterhouse FC Bayamón FC Defence Force FC Caledonia AIA |

Les fédérations suivantes n'ont pas présenté d'équipe lors de cette édition de la compétition :
| - Anguilla - Antigua-et-Barbuda - Aruba - Bahamas - Barbade - Bermudes - Îles Vierges britanniques | - Cuba - Dominique - République dominicaine - Guyane française - Grenade - Martinique - Montserrat | - Saint-Christophe-et-Niévès - Sainte-Lucie - Saint-Martin - Saint-Vincent-et-les-Grenadines - Sint Maarten - Îles Turques-et-Caïques - Îles Vierges américaines |

## Calendrier
| Phase de groupes (2014)          |                         |    |        |
| Journées 1 Journées 2 Journées 3 | 21 mars 23 mars 25 mars | 12 | 13 à 4 |
| Phase finale (2014)              |                         |    |        |
| Demi-finales                     | 18 avril                | 4  | 4 à 2  |
| Finale                           | 20 avril                | 2  | 2 à 1  |

## Phase de groupes
Les vainqueurs de chaque groupe sont directement qualifiés pour les demi-finales de la compétition où elle rejoignent le Valencia FC.

### Groupe 1
Les matchs se jouent au Stade Juan Ramón Loubriel de Bayamón à Porto Rico.
| Rang | Équipe                 | Pts | J | G | N | P | Bp | Bc | Diff |
| ---- | ---------------------- | --- | - | - | - | - | -- | -- | ---- |
| 1    | Bayamón FC             | 5   | 3 | 1 | 2 | 0 | 6  | 1  | +5   |
| 2    | RKSV Centro Dominguito | 5   | 3 | 1 | 2 | 0 | 4  | 2  | +2   |
| 3    | Unité Sainte Rosienne  | 5   | 3 | 1 | 2 | 0 | 2  | 1  | +1   |
| 4    | Bodden Town FC         | 0   | 3 | 0 | 0 | 3 | 2  | 10 | -8   |

| Résultats (▼dom., ►ext.) |  |     |     |     |
| Bayamón FC               |  | 5-0 | 0-0 | 1-1 |
| Bodden Town FC           |  |     | 2-4 | 0-1 |
| RKSV Centro Dominguito   |  |     |     | 0-0 |
| Unité Sainte Rosienne    |  |     |     |     |

### Groupe 2
Les matchs se jouent au Parc Nelson Petit-Frère de Mirebalais en Haïti.
| Rang | Équipe            | Pts | J | G | N | P | Bp | Bc | Diff |
| ---- | ----------------- | --- | - | - | - | - | -- | -- | ---- |
| 1    | Waterhouse FC     | 9   | 3 | 3 | 0 | 0 | 10 | 1  | +9   |
| 2    | Caledonia AIA     | 4   | 3 | 1 | 1 | 1 | 5  | 6  | -1   |
| 3    | AS Mirebalais     | 3   | 3 | 1 | 0 | 2 | 3  | 6  | -3   |
| 4    | Inter Moengotapoe | 1   | 3 | 0 | 1 | 2 | 3  | 8  | -5   |

| Résultats (▼dom., ►ext.) |  |     |     |     |
| Caledonia AIA            |  | 3-0 | 2-2 | 0-4 |
| AS Mirebalais            |  |     | 2-1 | 1-2 |
| Inter Moengotapoe        |  |     |     | 0-4 |
| Waterhouse FC            |  |     |     |     |

### Groupe 3
Les matchs se jouent au Stade Harbour View de Kingston en Jamaïque.
| Rang | Équipe           | Pts | J | G | N | P | Bp | Bc | Diff |
| ---- | ---------------- | --- | - | - | - | - | -- | -- | ---- |
| 1    | Alpha United FC  | 6   | 2 | 2 | 0 | 0 | 3  | 0  | +3   |
| 2    | Defence Force FC | 4   | 2 | 1 | 0 | 1 | 2  | 2  | 0    |
| 3    | Harbour View FC  | 0   | 2 | 0 | 0 | 2 | 0  | 3  | -3   |
| 4    | SV Notch,        | 0   | 0 | 0 | 0 | 0 | 0  | 0  | 0    |

| Résultats (▼dom., ►ext.) |  |     |     |  |
| Alpha United FC          |  | 2-0 | 1-0 |  |
| Defence Force FC         |  |     | 2-0 |  |
| Harbour View FC          |  |     |     |  |
| SV Notch                 |  |     |     |  |

## Phase finale
Le plan original prévoyait un carré final entre les trois vainqueurs de groupe et la formation haïtienne du Valencia FC avec un système de confrontation simple à élimination directe. Les deux vainqueurs des demi-finales seraient alors automatiquement qualifiés pour la Ligue des champions de la CONCACAF 2014-2015, tandis qu'une petite finale déterminerait le dernier participant à la grande compétition continentale.
Le 31 mars 2014, la CFU annonce que Valencia, qui avait obtenu une place directe pour les demi-finales, ne peut pas participer à la compétition après que la Fédération haïtienne de football faillit à confirmer le statut de membre actif du club au sein de la fédération. En conséquence, Bayamón FC, Waterhouse FC et Alpha United FC sont choisis pour représenter la zone Caraïbes pour la prochaine Ligue des champions de la CONCACAF. Malgré tout, ces trois équipes doivent répondre aux normes minimales liées au stade. Ainsi, la phase finale de la compétition est annulée afin de faire économiser des frais de déplacement et logement aux équipes encore en lice.

### Tableau
|  | Demi-finales    | Demi-finales | Demi-finales |  |  | Finale        | Finale | Finale |  |
|  |                 |              |              |  |  |               |        |        |  |
|  | 18 avril 2014   |              |              |  |  |               |        |        |  |
|  |                 |              |              |  |  |               |        |        |  |
|  | Bayamón FC      |              |              |  |  |               |        |        |  |
|  | 20 avril 2014   |              |              |  |  |               |        |        |  |
|  | Waterhouse FC   |              |              |  |  |               |        |        |  |
|  | Pays inconnu    |              |              |  |  |               |        |        |  |
|  | 18 avril 2014   |              |              |  |  |               |        |        |  |
|  |                 | Pays inconnu |              |  |  |               |        |        |  |
|  | Valencia FC     |              |              |  |  |               |        |        |  |
|  |                 |              |              |  |  |               |        |        |  |
|  | Alpha United FC |              |              |  |  |               |        |        |  |
|  |                 |              |              |  |  |               |        |        |  |
|  |                 |              |              |  |  | 3e Place      |        |        |  |
|  |                 |              |              |  |  | 20 avril 2014 |        |        |  |
|  |                 |              |              |  |  | Pays inconnu  |        |        |  |
|  |                 |              |              |  |  | Pays inconnu  |        |        |  |

### Demi-finales
Les demi-finales entre les vainqueurs de groupe et le Valencia FC se jouent le 18 avril.
| 18 avril 2014 | Bayamón FC | Annulé | Waterhouse FC |  |  |
|               |            |        |               |  |  |

| 18 avril 2014 | Valencia | Annulé | Alpha United FC |  |  |
|               |          |        |                 |  |  |

### Rencontre pour la troisième place
La rencontre pour la troisième place permet de déterminer la dernière équipe se qualifiant pour la Ligue des champions de la CONCACAF 2014-2015.
| 20 avril 2014 | Perdant demi-finale 1 | Annulé | Perdant demi-finale 2 |  |  |
|               |                       |        |                       |  |  |

### Finale
Les deux équipes finalistes sont qualifiées pour la Ligue des champions de la CONCACAF 2014-2015.
| 20 avril 2014 | Vainqueur demi-finale 1 | Annulé | Vainqueur demi-finale 2 |  |  |
|               |                         |        |                         |  |  |

| Champion des Caraïbes 2014 |
| -------------------------- |
| Non attribué               |